# Karl Schott (Fußballspieler)
Karl Schott (* 11. August 1906 in Wien; † 18. Juli 1985 ebenda) war ein österreichischer Fußballspieler.

## Vereinskarriere
Schotts erster Verein waren die viertklassigen Stammersdorfer, von wo er 1925 zum großen Bezirksrivalen SK Admira Wien geholt wurde und am letzten Spieltag der Saison 1924/25 sein Debüt in der Kampfmannschaft gab. Schon in der folgenden Saison hatte er sich einen Stammplatz als linker Außenläufer gesichert, den er während der erfolgreichen 1920er Jahre der Admira innehaben sollte. 1927 konnten sich die Jedleseer ihren ersten Meistertitel in der Vereinsgeschichte sichern und Schott war einer von drei Spielern, die in sämtlichen Spielen der Admira auf dem Platz standen. In der Folgesaison wurde nicht nur der Titel erfolgreich verteidigt, die Mannschaft konnte sich auch mit einem 2:1 gegen den Wiener AC den ÖFB-Cup sichern und erreichte im Mitropacup das Halbfinale, wo sie erst am späteren Sieger Ferencvárosi FC scheiterte. Danach folgten drei Vizemeistertitel in Folge, ehe Schott den Verein 1931 verließ und zum Brigittenauer AC wechselte, der eben in die höchste Spielklasse aufgestiegen war. Dort spielte er als linker Verteidiger und war maßgeblich daran beteiligt, dass der BAC einen sicheren Mittelfeldplatz erreichte. Nach nur einer Saison erfolgte der nächste Wechsel, wieder zu einem Erstligaaufsteiger, nämlich zum FC Libertas Wien, mit dem ebenfalls der Klassenerhalt gelang, ehe Schott zum französischen Zweitligisten FC Mulhouse wechselte, wo der Aufstieg in die Division 1 gelang und er bis 1935 tätig war.

## Nationalmannschaft
Sein Debüt für die Nationalmannschaft gab er im November 1927 bei einem 0:1 gegen Italien. Die nächsten beiden Jahre zählte der Admiraner zur Stammbesetzung in der Läuferreihe, ehe er seinen Platz an den Rapidler Johann Luef verlor. Nur einmal sollte er danach noch die Dress der Nationalmannschaft tragen, nämlich im zum Nationencup zählenden Spiel gegen Italien im Februar 1931. Insgesamt kam er auf zehn Einsätze für Österreich.
Im Jahr 2006 wurde in Wien-Floridsdorf (21. Bezirk) die Karl-Schott-Gasse nach ihm benannt.

## Erfolge
- Sieger beim Nationencup 1931 bis 1932
- 1× Mitropacup-Halbfinale: 1928
- 2× österreichischer Meister: 1927, 1928
- 3× österreichischer Vizemeister: 1929, 1930, 1931
- 1×  ÖFB-Cup: 1928
- 10 Spiele für die österreichische Fußballnationalmannschaft: 1927–1931